# Боті
Боті — різальний інструмент, найбільш поширений в Непалі, Махараштра, Південній Індії, Біхар, Пакистані та Бенгальському регіоні, Трипура, Долина Барака Асам.
Це довге вигнуте лезо, яке ріже на дерев'яній платформі, утримуваній ногою. Обидві руки людини використовуються, щоб тримати все, що ріжеться, і переміщати його по лезу. Гостра сторона ножа звернена до людини.  Цей метод дає чудовий контроль над процесом різання, і його можна використовувати для нарізання чого завгодно: від крихітних креветок до великих гарбузів.

## Варіації та назви
Збільшена версія інструменту з більшим лезом використовується для потрошіння та різання великої риби. Інша версія інструменту включає Наріял Хуручні (кокосову тертку) у формі плоскої круглої вершини з гострими дрібними акулячими зубами навколо неї, щоб нарізати кокосовий горіх. Один із різновид боті, який також являються ручними, в Читтагонг та Силхет  називають Дао або даа.
Ріжучий інструмент не є унікальним для Бенгалії. Він також використовується в регіонах по всьому індійському субконтиненту. У різних мовах він відомий під різними назвами. 
Приклади назви в різних індійських мовах або регіонах:
- Непальська : Chulesi
- Тамільська : Arivalmanai або Aruvamanai
- Малаялам : Чирава
- Телугу : Kathipeeta
- Конкані : Аддолі
- Маратхі : Вілі або Морлі
- Одія : Панихи
- Біхар: Pirdai

Він відомий як Чулесі в Непалі ( неп. चुलेसी  </link> ) і використовується для нарізання овочів переважно в сільській місцевості Непалу.

## Призначення
Він призначений для того, щоб кухарі зручно сиділи на підлозі та різали овочі та м’ясо, склавши одну ногу на дерев’яній основі, а іншу витягнувши. Скребок кокосів є в усіх згаданих вище штатах, які виробляють і використовують більше кокосів у кухні.